# 本人
本人是中國云南契丹后裔的自称，散居在保山、大理、临沧等地州，分属汉族、彝族、布朗族、佤族等民族，其中保山地区有10余万人，为阿姓、莽姓、蒋姓。
中国蒙古族研究专家陈乃雄在保山进行考察时，将326个本人的语词与多民族词语进行分析比较，发现其中100多个属于阿尔泰语系，与达斡尔语间确实存在关联，而初步认定云南本人源于契丹人。
至于契丹后裔本人迁徙至云南的路线，尚无史料记载。